# 11553 Scheria
11553 Scheria este un asteroid din centura principală de asteroizi.

## Descriere
11553 Scheria este un asteroid din centura principală de asteroizi. A fost descoperit pe 27 ianuarie 1993 la Caussols de Eric Walter Elst. Asteroidul prezintă o orbită caracterizată de o semiaxă mare de 2,64 ua, o excentricitate de 0,06 și o înclinație de 2,3° în raport cu ecliptica.